# Bilder des Orients (Stieglitz)
Bilder des Orients is een verzameling boekwerken van de Duitse schrijver Heinrich Wilhelm Stieglitz. De eerste band verscheen in 1831, de laatste (nummer 4) in 1833. De schrijver had er lange tijd aan gewerkt om verhalen vanuit Azië op papier te krijgen. Des te vervelender was het dat na zoveel werk, de bundels snel in de vergetelheid raakten. Zijn vrouw Charlotte Stieglitz pleegde in 1834 zelfmoord en bracht haar man en zijn oeuvre nog even onder de aandacht. Heinrich was er echter zo door geraakt, dat zijn latere werk niet in de schaduw van zijn vroege werk kon staan. 
Vlak nadat het geheel was uitgegeven, gebruikten componisten (delen van) de teksten voor hun composities:
- Carl Loewe gebruikte een flink aantal voor zijn Bilder des Orients opus 10; een grotendeels vergeten werk;
- Niels Gade, de Deen, de gebruikte vijf teksten voor Fünf Gedichte aus 'Bilder des Orients' von Stieglitz opus 24, eveneens een vergeten werk.